# محوطه سنگده
محوطه سنگده مربوط به دوران‌های تاریخی پس از اسلام است و در شهرستان رضوانشهر، بخش پره سر، روستای سنگده واقع شده و این اثر در تاریخ ۲۷ بهمن ۱۳۸۲ با شمارهٔ ثبت ۱۰۹۵۳ به‌عنوان یکی از آثار ملی ایران به ثبت رسیده است.